# Развивающие игры
Развивающие игры — игры, в процессе которых происходит развитие или усовершенствование различных навыков. Понятие развивающих игр связано, в основном, с детским периодом жизни человека. Дети, играющие в развивающие игры, тренируют собственные мышление, изобретательность, воображение, креативность. Термин «развивающие игры» может также употребляться для обозначения серий гимнастических упражнений с ребенком младенческого возраста для развития тонуса мышц и общей подготовки.
С развивающими играми связан термин «раннее развитие детей» и методики Монтессори, Домана, Никитиных (игры «Сложи узор», «Кубики для всех», «Уникуб»), Н. А. Зайцева («Кубики Зайцева»), детские спортивно-игровые комплексы В. С. Скрипалева.

## Классификация
Типы, характер, содержание и оформление определяются конкретными воспитательными задачами применительно к возрасту детей с учётом их развития и интересов. Начало применения развивающих игр в педагогических целях в игре допускается в возрасте от (0)1 года, и в зависимости от развития ребенка в каждом частном случае.
- по возрастным группам:
  - для детей от 0 до 1 года
  - для детей от 1 года до 3-х лет;
  - для детей от 3-х лет до 7 лет;
  - для детей старше 7 лет и взрослых;
- по типу:
  - масса для лепки;
  - тесто для лепки;
  - пластилин;
  - краски;
  - аппликации;
  - головоломки;
  - обучающие (кубики с буквами и цифрами, карточки с изображениями предметов и животных);
  - конструкторы.
- Внутри каждой возрастной группы есть разделения по темам:
  - на логику[10];
  - на чтение[10];
  - на счет[10];
  - на умение различать и называть цвета, фигуры[10];
  - на расширение кругозора[10];
  - на развитие внимания и памяти[10].